# Баишево (Баймакский район)
Баи́шево, также Касымгулово (баш. Байыш, Ҡаһымғол) — деревня в Ишмухаметовском сельсовете Баймакского района Республики Башкортостан России.

## Географическое положение
Расстояние до:
- районного центра (Баймак): 32 км,
- центра сельсовета (Ишмухаметово): 12 км,
- ближайшей железнодорожной станции (Сибай): 45 км.

## История
Основана башкирами д. Юмашево Бурзянской волости Верхнеуральского уезда Оренбургской губернии на собственных землях под названием Касымгулово (по имени первопоселенца, известны его сыновья Исмак, Менглиш), известна с 1812 (по др. данным, с 1795) г. После переселения из д. Юмашево в 1816 г. 14 семей во главе с Баишем Аккускаровым (1742—1823, известны его сыновья Ярмухамет, Лачин) была переименована в Баишево. В 1816 г. деревня находилась в составе 1-го отделения Бурзянской волости 6-го юрта 6-го башкирского кантона Верхнеуральского уезда Оренбургской губернии под командованием старшины Янузака Мурзакаева, в 1834 г. — под командованием юртовой старшины 6-го юрта Кульмухамета Юлуева, в 1859 г. в составе Тлявкабыловского сельского общества 10-й юрты 4-го башкирского кантона Верхнеуральского уезда Оренбургской губернии под командованием юртовой старшины зауряд-хорунжего Мухамметситдыка Канчурина, а функции начальника деревни исполнял Ямангул Мурзин Кучуков. В 1866 г. в составе Бахтигареевского сельского общества 1-й Бурзянской волости Верхнеуральского уезда Оренбургской губернии, в 1885—1901 гг. в составе 1-й Бурзянской волости Орского уезда Оренбургской губернии, в 1907—1917 гг. в составе Бурзяно-Таналыкской волости Орского уезда Оренбургской губернии, декабрь 1917 г. — 20 марта 1919 г в составе Бурзяно-Таналыкской волости Бурзян-Тангауровского кантона Малой Башкирии, 20 марта 1919 г. — 14 июня 1922 г. в составе Бурзяно-Таналыкской волости Бурзян-Тангауровского кантона Автономной Советской Башкирской Республики, 14 июня 1922 г. — 5 октября 1922 г. в составе Бахтигареевского сельсовета Бурзяно-Таналыкской волости Бурзян-Тангауровского кантона БАССР, 5 октября 1922 г. — 26 июня 1923 г. в составе Бахтигареевского сельсовета Бурзяно-Таналыкской волости Зилаирского кантона БАССР, 26 июня 1923 г. — 20 августа 1930 г. в составе Бахтигареевского сельсовета Таналыкской волости Зилаирского кантона БАССР, 20 августа 1930 г. — 20 сентября 1933 г. в составе Баймурзинского сельсовета Баймак-Таналыкского района БАССР, 20 сентября 1933 г. — 1955 г. в составе Баймурзинского сельсовета Баймакского района БАССР, с 1955 г. по 12 июля 1993 г. в составе Ишмухаметовского сельсовета Баймакского района БАССР, с 12 июля 1993 г. по настоящее время находится в составе Ишмухаметовского сельсовета Баймакского района Республики Башкортостан.

## Население
| 2002 | 2009 | 2010 |
| ---- | ---- | ---- |
| 581  | ↗594 | ↘505 |

В 1834 г. проживали 224 человека (112 муж. пола и 112 жен. пола) в 44 дворах, в 1859 г. — 316 человек (206 мужчин. и 111 женщин) в 77 дворах, в 1866 г. — 452 человека (230 и 222 чел.) в 77 дворах, в 1885 г. — 520 человек в 80 дворах, в 1891 г. — 541 человек (304 и 237 чел.) в 133 дворах, в 1900 г. — 505 человек в 120 дворах, в 1907 г. — 468 человек (222 чел. и 246 чел. соответственно) в 115 дворах, в 1917 г. — 756 человек в 16 дворах, в 1925 г. — 307 человек в 61 дворах, в 1926 г. — 363 человека (175 и 188 чел.) в 78 дворах, в 1928 г. — 380 человек в 120 дворах, в 1929 г. — 431 человек в 91 дворах, в 1930 г. — 481 человек в 104 дворах, в 1933 г. — 454 человека в 100 дворах (19 дворов — единоличники), в 1939 г. — 447 человек (205 и 242 чел.), в 1961 г. — 399 человек, в 1969 г. — 416 человек, в 1989 г. — 536 человек, в 1999 г. — 632 человека, на 1 января 2013 г. — 537 человек.
Национальный состав
Согласно переписи 2002 года, преобладающая национальность — башкиры (99 %).
Роды: көзән, тупей, месекей, ёршек, ас хем тук есек, онторак, бурелер, калмак, мекеш, казактар, сонтор.

## Инфраструктура
Развито сельское хозяйство.

## Религия
В деревне есть мечеть.

## Известные жители
- Искужин, Буребай Махмутович (псевдоним Буранбай Искужин; 1952—2007) — башкирский поэт, прозаик, драматург. Член Союза писателей РБ (1992).
- Унасов, Хажиахмет Габидуллович — один из руководителей Бурзян-Тангауровского восстания.
- Янбеков, Рамазан Фатхуллович — народный артист БАССР.